# Forteresse grecque antique
L'architecture des forteresses grecques antiques est diverse et remarquable.

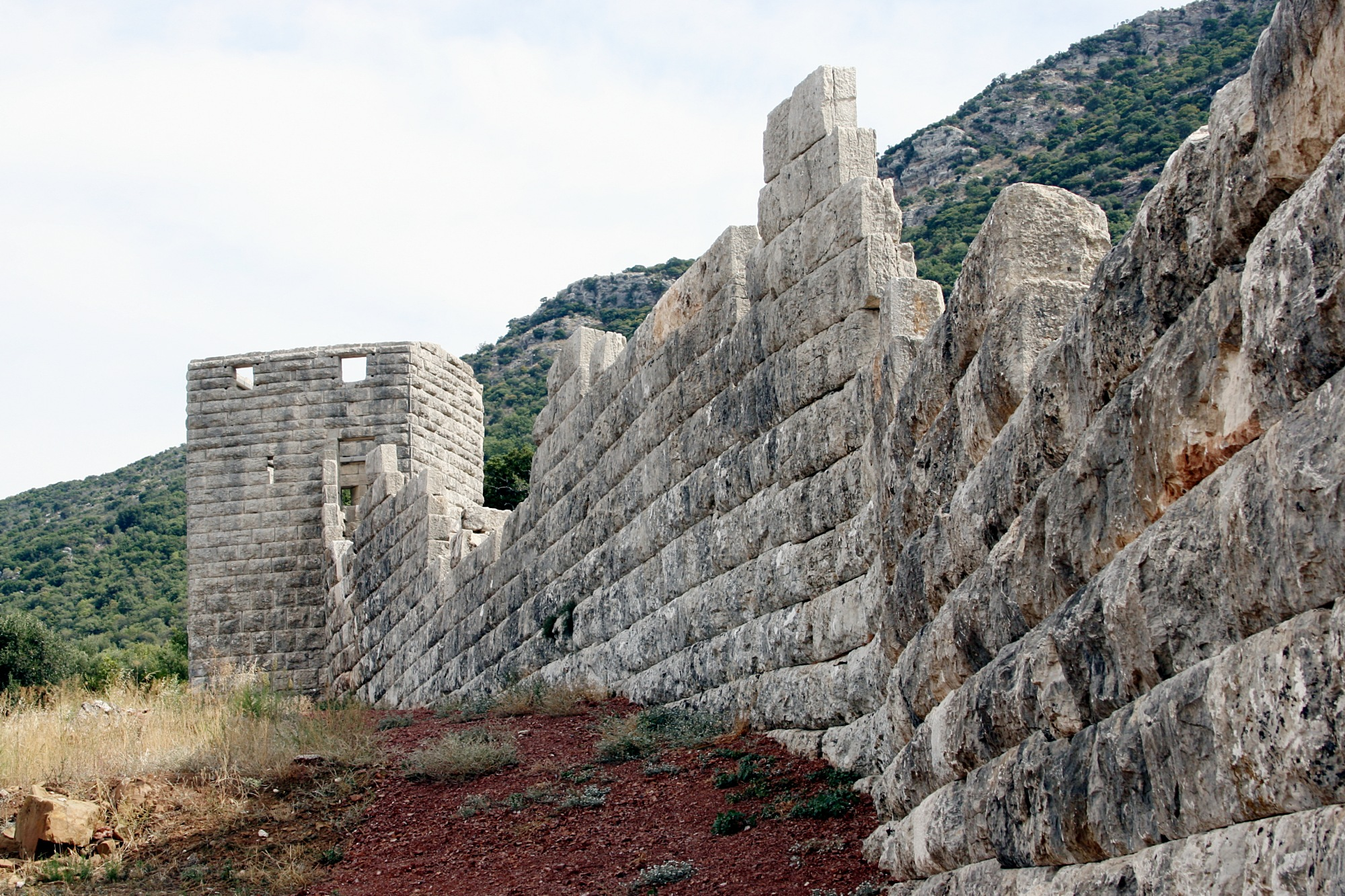
Fortifications de Messène

## Architecture

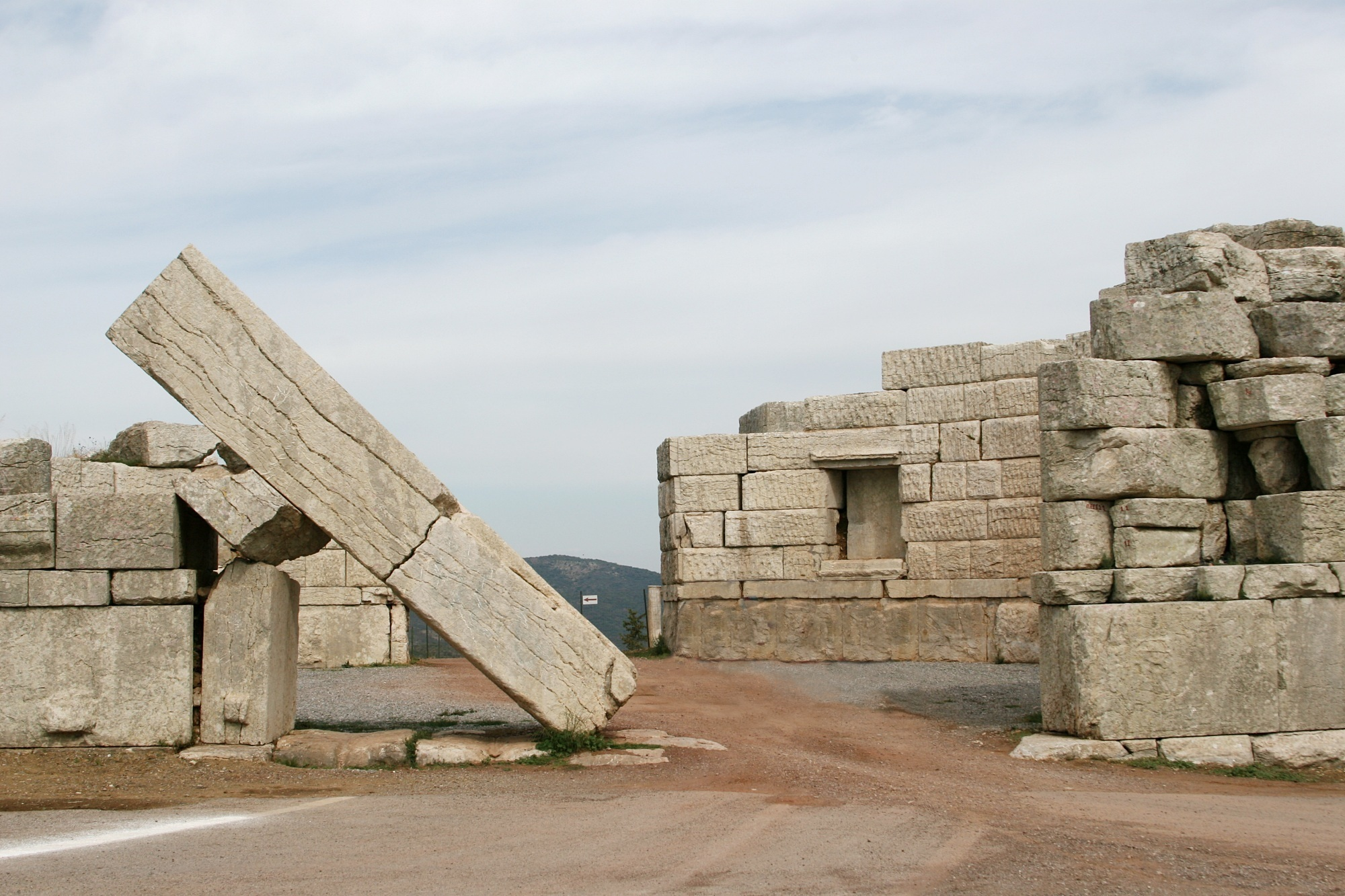
Porte d'Arcadie à Messène

### Portes
Point faible d'une fortification, la porte fait l'objet de soins particuliers dans son aménagement défensif. Plusieurs solutions furent envisagées. L'armement hellénistique offrant une plus grande vulnérabilité sur le flanc droit du fantassin, l'aménagement d'un cheminement contraint oblige l'assaillant à présenter son côté faible aux défenseurs. La création de saillies permet de surveiller l'approche de la porte. L'aménagement de cours offre un dispositif en nasse où l'agresseur est entouré de tous côtés par les défenseurs. Les vestiges encore observables présentent une grande variété, propre à chaque situation. La grande porte D de Mantinée offre un exemple  particulièrement élaboré et synthétique de ces différentes solutions.

## Liste de forteresses grecques antiques

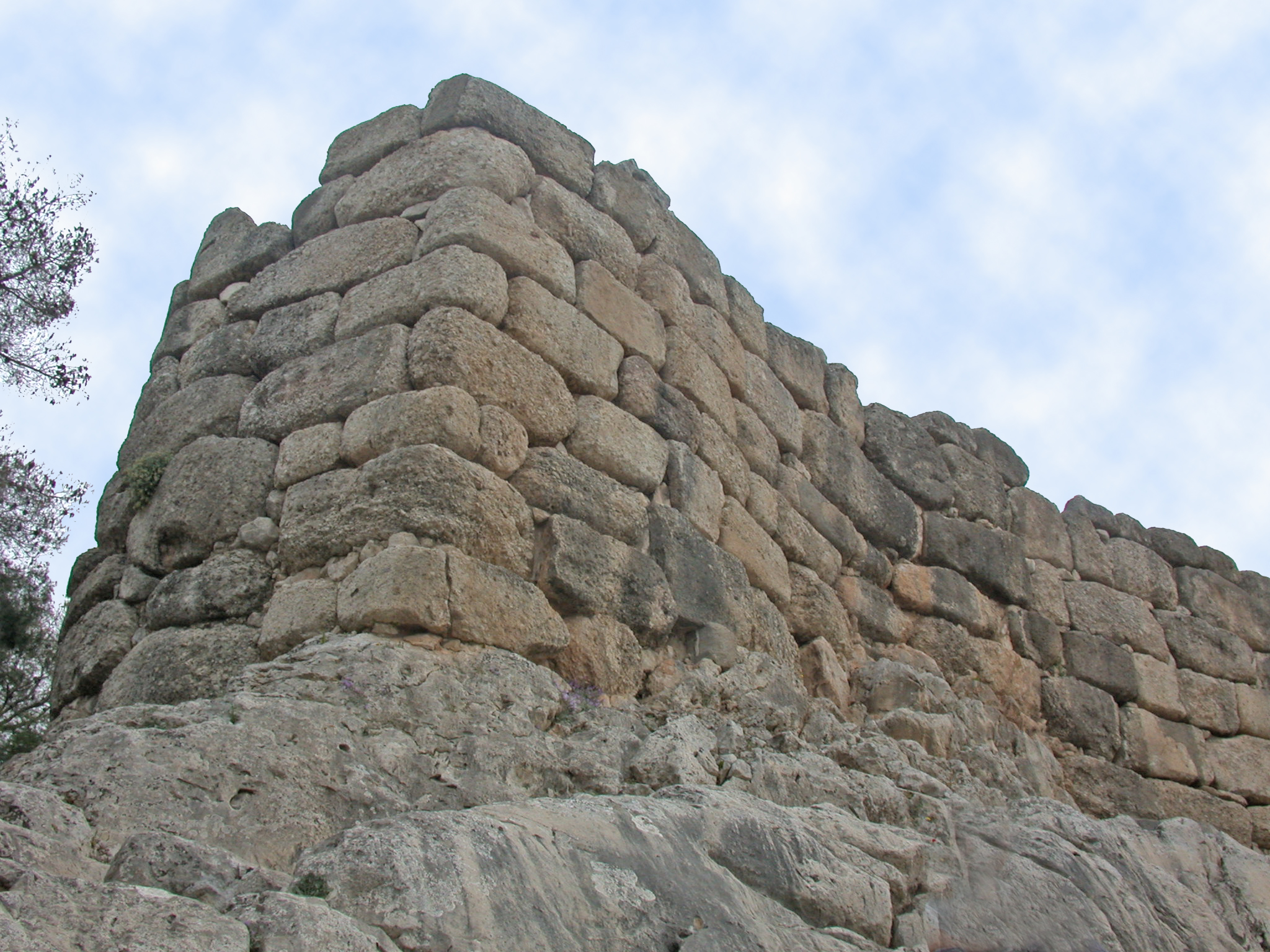
Mur d'enceinte de Mycènes, près de la porte des Lionnes.

### Forteresses mycéniennes
- Mycènes, Tirynthe, Gla

### Grèce continentale

#### Attique
- Acropole d'Athènes

- Forteresses de l'Attique : Ægosthènes, Éleuthères, Phylé, Rhamnonte, contrôlaient les frontières terrestres des Athéniens, principalement vers le nord.

#### Béotie
- Thèbes

#### Étolie
Forteresses d'Étolie : places fortifiées de l'Étolie antique, située à l'ouest de la Grèce.
- Makynia autrefois Mamakou : une petite forteresse antique à l'ouest d'Antirion ;
- Forteresse de Calydon : la ville de Calydon, célèbre dans l'Antiquité pour son sanctuaire d'Artémis, était entourée d'une importante fortification de trois kilomètres de périmètre.

### Péloponnèse

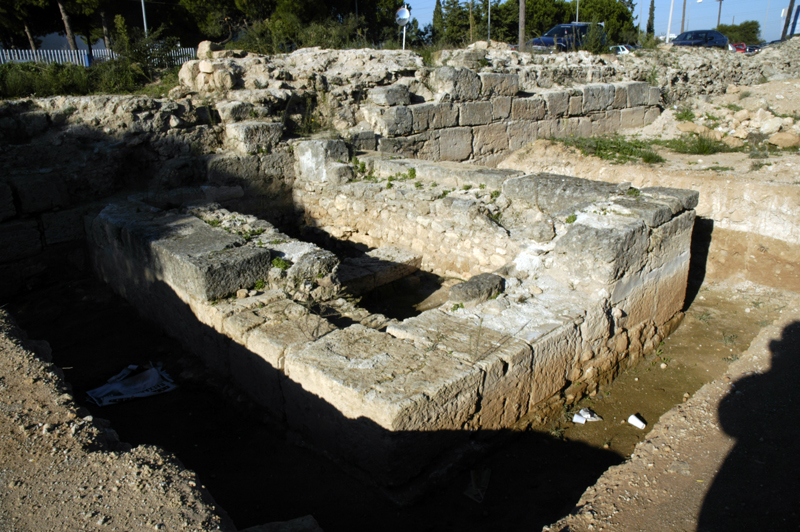
Mur de l'Hexamilion (Corinthe)

- Mur de défense de l'Isthme de Corinthe : Mur de l'Hexamilion (Εξαμίλιον τείχος)
- Citadelles et villes fortifiées : Acrocorinthe, Mantinée, Messène, Phigalie

### Asie Mineure
- Halicarnasse

### Proche-Orient
- Apamée

### Grande Grèce
- Agrigente, Sélinonte, Syracuse

### Colonies occidentales
- Empúries, Marseille, Oppidum de Saint-Blaise